# ТЕС Маунт-Стюарт
ТЕС Маунт-Стюарт — теплова електростанція в австралійському штаті Квінсленд.
У 1999-му на майданчику станції ввели в дію дві встановлені на роботу у відкритому циклі газові турбіни потужністю по 144 МВт.
У 2009-му майданчик доповнили третьою газовою турбіною з показником 126 МВт, яка так само працює у відкритому циклі.
Станцію спорудили з розрахунку на використання нафтопродуктів. Втім, за наявності достатнього ресурсу вона може бути переведена на природний газ, що надходить по трубопроводу Моранба – Таунсвіль.
Видача продукції відбувається по ЛЕП, що працюють під напругою 132 кВ та 66 кВ.